# Coppa Hans Herzog 1912-1913
La Coppa Herzog 1912-1913 è stata la quarta edizione del campionato di calcio rumeno disputata tra il febbraio e il maggio 1913 e vide la vittoria finale della Colentina AC București.
Contemporaneamente venne ideata un'altra competizione, la Coppa Harwaster, che tuttavia si interruppe dopo il triangolare d'andata.

## Formula
Il numero di squadre aumentò da tre a sei, con cinque compagini della capitale. Parte dei risultati è sconosciuta.

## Classifica finale
|  | Pos. | Squadra                    | Pt | G | V | N | P | GF | GS | DR  |
|  | ---- | -------------------------- | -- | - | - | - | - | -- | -- | --- |
|  | 1.   | Colentina AC București     | 18 | 4 | 4 | 0 | 0 | 20 | 0  | +20 |
|  | 2.   | Bukarester FC              | 13 | 3 | 1 | 0 | 2 | 7  | 7  | 0   |
|  | 3.   | Cercul Atletic București   | 12 | 4 | 3 | 0 | 1 | 15 | 4  | +11 |
|  | 4.   | United AC Ploiești         | 8  | 3 | 2 | 0 | 1 | 6  | 5  | +1  |
|  | 5.   | Olympia București          | 7  | 3 | 2 | 1 | 0 | 16 | 5  | +11 |
|  | 6.   | Uniunea Sportivă București | 2  | ? | ? | ? | ? | ?  | 2  | ?   |

Legenda:

      Campione 
Note:

Due punti a vittoria, uno a pareggio, zero a sconfitta.

### Verdetti
- Colentina AC Bucarest Campione di Romania 1912-13.